# Gralha-cancã
A gralha-cancã, cancã, cancão, cancão de fogo, quem-quem ou gaio-de-nuca-branca (Cyanocorax cyanopogon) é uma espécie de ave da família Corvidae, endémica do Brasil.
A gralha-cancã vive na caatinga, cerrado denso e em matas de galeria mais abertas. É uma ave típica das zonas semiáridas do Nordeste do Brasil, porém, por conta do desmatamento, tem-se expandido no Sudeste do país: já encontra-se instalada no Espírito Santo e tem sido avistada no estado do Rio de Janeiro e em São Paulo também, com alguns poucos avistamentos nesses dois estados.
A gralha-cancã é onívora, comendo tudo desde insetos a ração de galinha, se acessível, aos frutos suculentos do cacto mandacaru.
A gralha-cancã constrói seus ninhos em árvores altas, com o formato de uma tigela larga, atapetada com folhas secas. Põe cerca de 3 ovos, que choca durante 2 semanas e meia. Como todos os corvídeos, é uma ave inteligente, com estratégias de alimentação diversificadas. É hábil no voo acrobático. O cancão é muito curioso e barulhento. Descobre qualquer coisa estranha na mata e avisa a todos. É considerado a voz da caatinga.
O nome gralha-cancã foi selecionado como nome vernáculo técnico para a espécie Cyanocorax cyanopogon pelo Comitê Brasileiro de Registros Ornitológicos (CBRO) em 2021.